# Dragejægerne (film)
 For alternative betydninger, se Dragejægerne. (Se også artikler, som begynder med Dragejægerne)
Dragejægerne (org.: Reign of Fire) er en amerikansk action/science fiction film fra 2002, instrueret af Rob Bowman og medvirkende er bl.a. Christian Bale, Matthew McConaughey, Izabella Scorupco og Gerard Butler. Filmen finder sted i året 2020 i England, hvor drager er begyndt at vågne op fra deres flere tusinde årelang søvn, og skaber gru og rædsel overalt. Filmen indtjente omkring $82 mio. dollars og budgettet var på cirka $60 mio. dollars.

## Handling
Under noget underjordisk konstruktionsarbejde i London i omkring år 2008, vågner en enorm drage op og dræber alle arbejderne med sine dødelig ildspyende ånde. Den eneste overlevende er den 12-årige Quinn Abercromby, hvis mor var leder for konstruktionsarbejde, som han besøger efter skole. Dragen slipper væk, og snart har tusinde af drager arbejdet sig igennem Europa og endeligt til hele verdenen, imens de ødelægger alt og formerer sig med lynets hast. 
Man ser nu hvordan breve og aviser, fortæller om at Paris er gået op i røg, hvilket terrorister egentlig var mistænkt for, et angreb i Kenya har dræbt flere tusinde mennesker, palæontologer har opdaget dragefossiler på Antarktis pga. ophedning, videnskabsfolk forsøger at bevise at drager var separate arter, der levede samtidig med dinosaurerne, og at de var ansvarlige for at dinosaurerne uddøde. Videnskabsfolk fortæller også at da dragerne så begyndte at sulte, gik de alle i dvale indtil Jorden var frodig igen. FN indkalder til hastemøde, da der opdages en stor dragerede i Pakistan. I 2010 afslører aviser og breve også at verdenen er begyndt at prøve atomvåben mod dragerne, hvilket dog kun går ud over jorden og ødelægger den endnu mere. På grund af dette mislykkede forsøg mister befolkningen rundt omkring tilliden til regeringen og folk begynder at danne små overlevelsesgrupper og små bofællesskaber. 
12 år senere, i 2020, er en nu voksen Quinn leder for en lille overlevelsesgruppe, der bor i en udbrændt borglignende bygning i Northumberland. Deres håb er at undgå dragerne, og vente til de enten dør eller går i dvale igen. Desværre er folk begyndt at sulte, fordi deres afgrøder er langsomme at gro. En mand ved navn Eddie Stax og hans børn forsøger at stikke af fra borgen for at finde mad, men en drage får færden af dem og jagter dem. En af Eddies børns venner og en af hans egne børn bliver dræbt af dragen og de fleste af afgrøderne er brændt op. 
Et par dage senere, ankommer et hold af USA's frivillige, ledet af Denton Van Zan og de har medbragt en fuldt udstyret tank og en fuldt udstyret helikopter, hvor kvinden Alex er pilot. Van Zan og hans hær på 200 soldater har opfundet og udviklet et specielt sporesystem til at jage og dræbe drager. Uden specielt meget tiltro til hinanden, men da Van Zan og Quinn har brug for hinanden, dræber de sammen dragen, der ødelagde afgrøderne. Beboerne i borgen fejrer denne sejr med en fest, men bliver afbrudt af Van Zan, der er forfærdet over deres glade opførsel, da tre af hans mænd er blevet dræbt i kampen mod dragen.
Efterfølgende fortæller Van Zan og Alex, Quinn, at indtil videre har alle de drager, de har nedlagt været hunner, og deres teori er, at der så kun er en stor han i hele verdenen. Alex fandt ud af dette to år tidligere, der hun undersøgte, hvordan drager kunne spy (drager udskiller åbenbart to forskellige slags væsker fra sin mund, der når, de to rammer hinanden, kommer en eksplosion og ild). Van Zan beordrer nu sine soldater at udvælge de bedste af Quinns mænd og tvinge dem ind i hans hær, men Quinn nægter og indleder en slåskamp med Van Zan, der er en toptrænet og aggressiv soldat, hvilket gør at han vinder stort. Efter at være blevet ydmyget foran sine folk, bliver Quinn vred og fortæller alle, der nu er villige til at hjælpe Van Zan, at dragerne vil få færten af dem, og vil lede dem tilbage til borgen. Quinn er nemlig, da han faktisk har set den store han; det var den der dræbte hans mor og alle arbejderne i starten af filmen. 
Van Zan og hans hær tager nu tilbage til London, for at finde handragen, og finder en blokeret vej, og Van Zan sender Alex af sted for at finde en vej udenom. Handragen dukker nu pludselig op og dræber på kort tid næsten hele hans hær, og de eneste tilbage er ham, Alex og et par sårede soldater. Van Zan indser nu hans fejl ved at opsøge dragen, da den har dræbt næsten hele hans hær og er væk på få minutter. Quinns advarsel om dragen holder desværre stik, da handragen følger sporet af hæren tilbage til borgen, som den destruerer. Borgens beboere klarer den dog, da de alle sørger tilflugt i et specielt indrettet rum, der kan tåle det brandvarme ild, men desværre dør Quinns gode ven, Creedy, da han forsøger at redde flere af beboerne fra borgen ned i rummet.   
Besejret, vender Van Zan tilbage til borgen, og befrier beboerne fra beskyttelsesrummet. Quinn fortæller nu Van Zan og de og Alex skal jagte dragen og dræbe den. De bruger en helikopter til at komme hurtigt til London, hvor de ubemærket ser, hvordan dragerne er begyndt at sulte og at de vender sig til kannibalisme. Van Zans plan er at affyre et missil ind i munden på den store handrage i øjeblikket, hvor den trækker vejret ind for at kunne producerer ild. Under kampen er der ingen chancer for Van Zan til at affyrer og han forsøger i stedet at angribe dragen med ikke andet end sin kampøkse. Dragen sluger ham, imens han stadig er i luften efter sit afsæt. Quinn og Alex er nu i stand til at få et ordentlig udsyn til dragen og Quinn skyder den og dræber den. 
Mindst tre måneder senere, ser man Quinn og Alex har bygget et radiotårn, hvorfra de er kommet i kontakt med overlevende fra Frankrig. Solen skinner svagt og det antydes, der ikke har været nogle drager i nærheden for et godt stykke tid. Den nu håbefulde Quinn udnævner resolut sig selv til at genopbygge civilisationen, trods en tilbagevendende frygt for dragernes tilbagevenden med ordenen: "De brænder, vi bygger".     

## Cast
| Skuespiller         | Rolle            |
| ------------------- | ---------------- |
| Christian Bale      | Quinn Abercromby |
| Matthew McConaughey | Denton Van Zan   |
| Izabella Scorupco   | Alex Jensen      |
| Gerard Butler       | Creedy           |
| Alice Krige         | Quinns mor       |
| Scott Moutter       | Jared Wilke      |
| David Kennedy       | Eddie Stax       |
| Alexander Siddig    | Ajay             |
| Sebastian Siegel    | Jefferson        |

## Eksterne links
- Officielle hjemmeside Arkiveret 31. maj 2009 hos  Wayback Machine
- Dragejægerne på Internet Movie Database (engelsk)
- Dragejægerne på Filmdatabasen
- Dragejægerne på Scope
- Dragejægerne i Svensk Filmdatabas (svensk)
- Dragejægerne på AlloCiné (fransk)
- Dragejægerne på MovieMeter (nederlandsk)
- Dragejægerne på AllMovie (engelsk)
- Dragejægerne hos American Film Institute (engelsk)
- Dragejægerne hos British Film Institute (engelsk)
- Dragejægerne på Turner Classic Movies (engelsk)